# Eigener Wirkungsbereich
Der eigene Wirkungsbereich ist ein Begriff aus dem österreichischen Recht, der die Angelegenheiten bezeichnet, die eine Gemeinde, ein Gemeindeverband oder eine andere Selbstverwaltungskörperschaft selbständig besorgt. Im Gegensatz dazu steht der übertragene Wirkungsbereich.

## Verfassungsrechtliche Aspekte im Bereich der Gemeinden
„Der Wirkungsbereich der Gemeinde ist ein eigener und ein vom Bund oder vom Land übertragener.“

Damit – das Bundes-Verfassungsgesetz (B-VG) ist auch die Basis der Beziehungen der Gebietskörperschaften untereinander – steht der Begriff des eigenen Wirkungsbereich in Verfassungsrang.

„(2) Der eigene Wirkungsbereich umfasst neben […] alle Angelegenheiten, die im ausschließlichen oder überwiegenden Interesse der in der Gemeinde verkörperten örtlichen Gemeinschaft gelegen und geeignet sind, durch die Gemeinschaft innerhalb ihrer örtlichen Grenzen besorgt zu werden. Die Gesetze haben derartige Angelegenheiten ausdrücklich als solche des eigenen Wirkungsbereiches der Gemeinde zu bezeichnen. […]

(4) Die Gemeinde hat die Angelegenheiten des eigenen Wirkungsbereiches im Rahmen der Gesetze und Verordnungen des Bundes und des Landes in eigener Verantwortung frei von Weisungen und unter Ausschluss eines Rechtsmittels an Verwaltungsorgane außerhalb der Gemeinde zu besorgen. […]“

Im eigenen Wirkungsbereich sind Verwaltungsbehörden, hier Gemeinden, berechtigt, selbst und ohne Weisungen von Bund oder Land zu entscheiden (Art. 118 B-VG). Sie sind also ermächtigt, Verordnungen oder Einzelentscheidungen wie Bescheide zu erlassen.
Die Angelegenheiten des eigenen Wirkungsbereichs sind – anders als die des übertragenen Wirkungsbereichs – durch die Verfassung garantiert, können also den Gemeinden nicht ohne weiteres durch Gesetzesänderung entzogen werden. Konkrete Beispiele für Angelegenheiten des eigenen Wirkungsbereichs sind in Art. 118 Abs. 3 B-VG demonstrativ aufgezählt; dazu gehören:
- das Bestellen der Gemeindeorgane (Bürgermeister, Gemeindevorstand, Gemeinderat) und der Gemeindebediensteten
- die örtliche Sicherheitspolizei, örtliche Veranstaltungspolizei;
- die Verwaltung der gemeindeeigenen Verkehrsflächen und die örtliche Straßenpolizei;
- die Marktaufsicht;
- das Rettungswesen;
- die Sittlichkeitspolizei;
- die örtliche Baupolizei und die örtliche Raumplanung.

## Eigener Wirkungsbereich bei anderen Selbstverwaltungskörpern
Auch nicht-territorialen Selbstverwaltungskörpern, wie etwa den Kammern oder den Sozialversicherungsträgern, können Aufgaben zur Besorgung im eigenen Wirkungsbereich zugewiesen werden.

„Die Selbstverwaltungskörper haben das Recht, ihre Aufgaben in eigener Verantwortung frei von Weisungen zu besorgen und im Rahmen der Gesetze Satzungen zu erlassen. Dem Bund oder dem Land kommt ihnen gegenüber nach Maßgabe der gesetzlichen Bestimmungen hinsichtlich der Rechtmäßigkeit der Verwaltungsführung ein Aufsichtsrecht zu. Darüber hinaus kann sich das Aufsichtsrecht auch auf die Zweckmäßigkeit der Verwaltungsführung erstrecken, wenn dies auf Grund der Aufgaben des Selbstverwaltungskörpers erforderlich ist.“